# Joseph Belhassen
Joseph Belhassen es un escultor contemporáneo francés, nacido el año 1966 y residente en París.

## Datos biográficos
Nacido en 1966, Joseph Belhassen ha vivido en París desde los 10 años de edad. Contó con el apoyo financiero de Diane de Rothschild (1907-1996) , esposa de Giuseppe Benvenuti que era su padrino. Su formación pasó por el estudio de artes visuales y al mismo tiempo, trabajó como curtidor de piel, dedicado a la creación y fabricación de prendas de vestir.
Unos años más tarde se pasó a la promoción y diseño de eventos para grandes establecimientos parisinos, israelíes y asiáticos.
En la isla de Ko Pha Ngan (Tailandia), construyó un enorme balneario con vista al mar 360 °. 

## Obras
Trabaja con planchas de plexiglás y aluminio caladas, creando relieves de pared o estructuras en tres dimensiones. Aparecen iconos comerciales franceses como la vaca que ríe y mensajes con letras caladas.·.

## Exposiciones
Ha presentado sus obras en el Palais de Tokyo y en diferentes galerías de arte de París, como Adler ; Bertin Toublanc; Géraldine Zberro; Modus y Medecis (en la plaza de los Vosgos); Alexandre Leadouze.
También se han visto sus obras en otras localidades francesas como Courchevel, Deauville, Megève ; en Europa , Düsseldorf - Alemania, Mouscron - Bélgica y Bienne - Suiza; y en Miami (EE. UU.).